# Martin Mayer (beeldhouwer)
Martin Mayer (Berlijn, 16 januari 1931) is een Duitse beeldhouwer, graficus en tekenaar.

## Leven en werk
Mayer ging op vijftienjarige leeftijd in de leer bij de beeldhouwer Theodor Georgii, een schoonzoon van Adolf von Hildebrand, in München. Van 1949 tot 1954 studeerde hij bij hem aan de Akademie der Bildenden Künste München. Mayer assisteerde Georgii bij de reatauratie van Hildebrands Wittelsbachbrunnen in München. In 1953 nam hij deel aan de Große Ausstellung en vanaf 1957 vestigde hij zich als vrij kunstenaar in een eigen atelier.
Naast talrijke portretbustes en grafisch werk schiep hij vanaf eind vijftiger jaren circa 30 monumentale sculpturen voor de openbare ruimte van onder andere München, Mannheim en Speyer in de klassiek-moderne stijl van Auguste Rodin, Aristide Maillol en Marino Marini.

## Werk in de openbare ruimte (selectie)
- Sitzender Keiler (1960), Neuhauser Straße in München
- Kriegsopferdenkmal (1962), Weißenburg in Bayern
- Orpheus (1962), Löfft-Straße in München
- Sich Ausziehende (1963), Stadt Michaelibad in München
- Kranich (1966), voormalige Flughafen München-Riem
- Haarwaschende (1969), Hölty-Straße in München; 2e gieting Luisenpark in Mannheim
- Olympia Triumphans (1973), Olympiapark in München
- Palatina Bacchabunda (1981), Martha-Saalfeld-Platz in Landau in der Pfalz
- Martin Luther (1983), St. Andreas-Kirche aan de Martin-Luther-Platz in Weißenburg in Bayern
- Bukolika (1984), Zeppelinstraße/Ludwigsbrücke in München
- Eos (1986), Luisenpark in Mannheim
- Jakobspilger (1989), Maximilianstraße in Speyer
- Pause (1998), Goldbacher-Straße in Aschaffenburg
- Franzikus als Friedesbote (1999), St. Anna-Platz in München
- Filia Rheni (2003), Heinrich-Vetter-Stiftung in Ilvesheim

## Fotogalerij

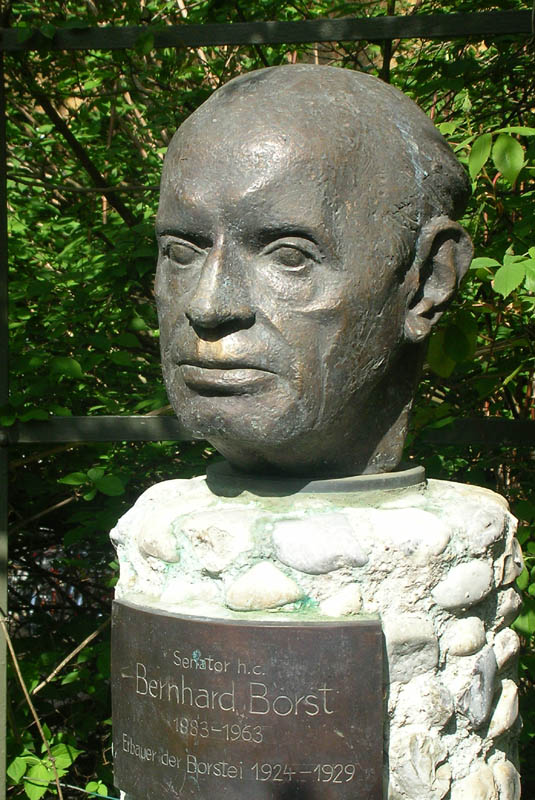
Portretbuste Bernhard Borst (2003)
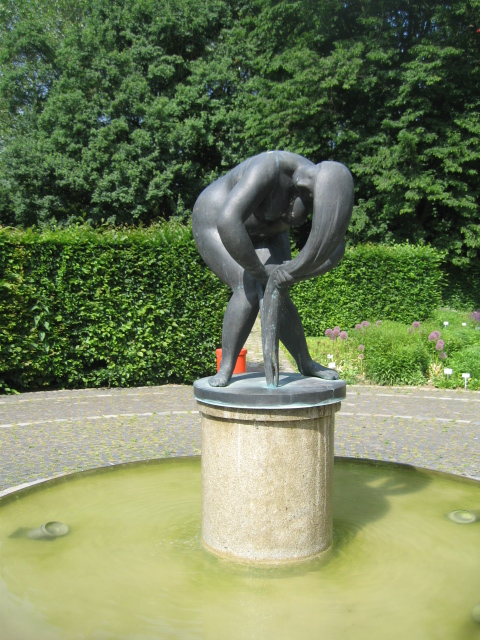
"Haarwaschende", Mannheim
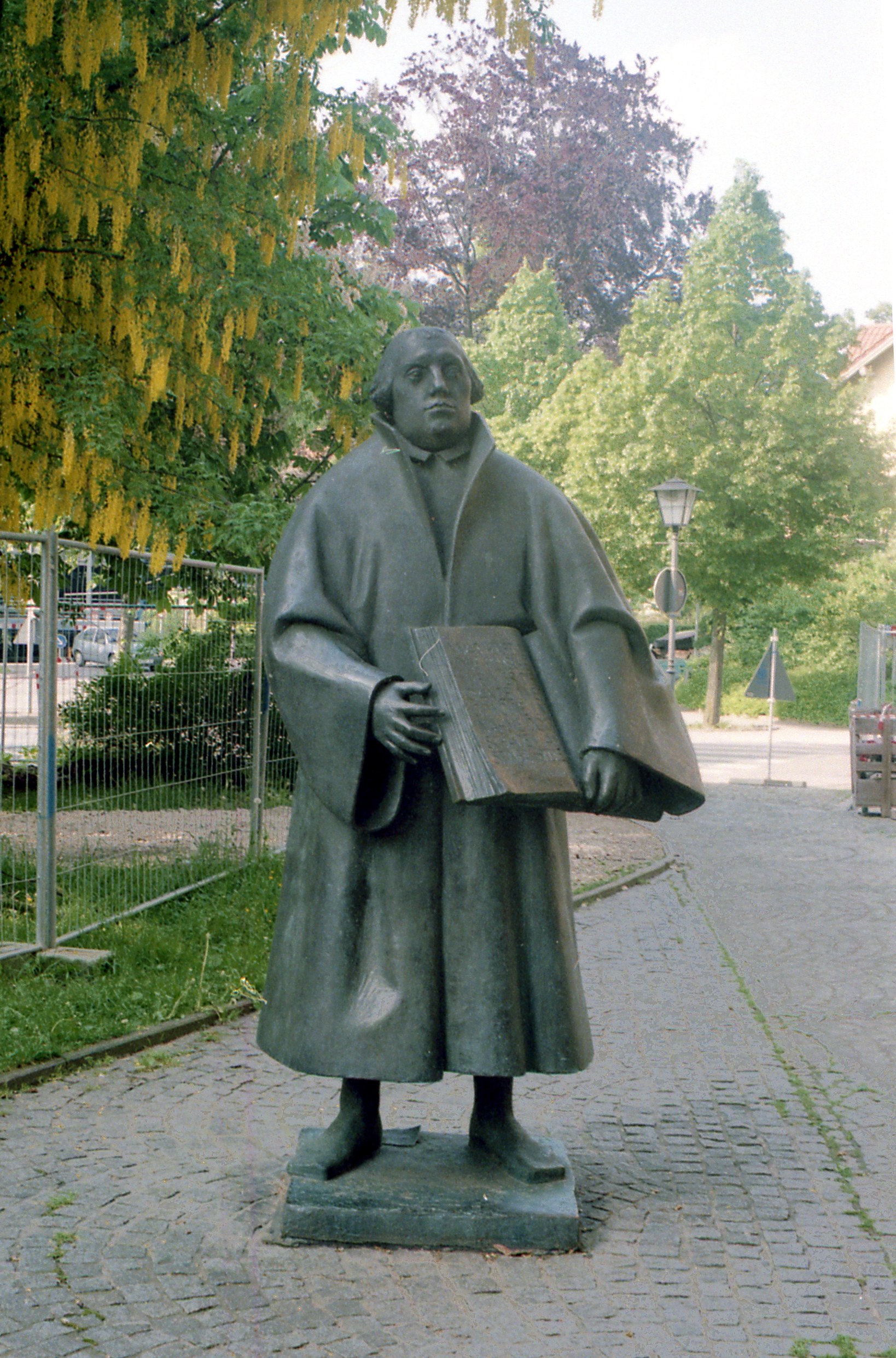
"Martin Luther" (1983), Weißenburg in Bayern
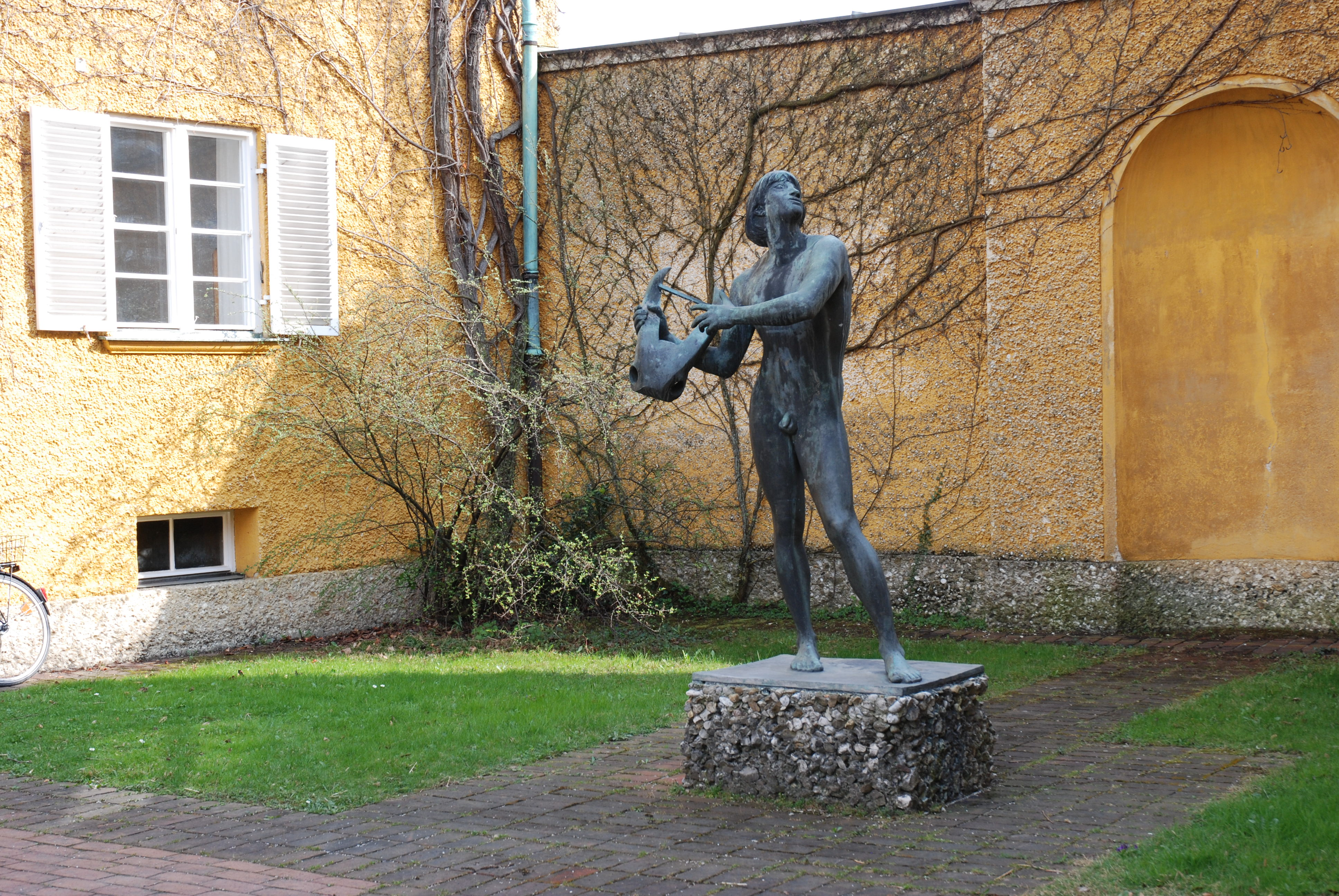
"Orpheus" (1962), München
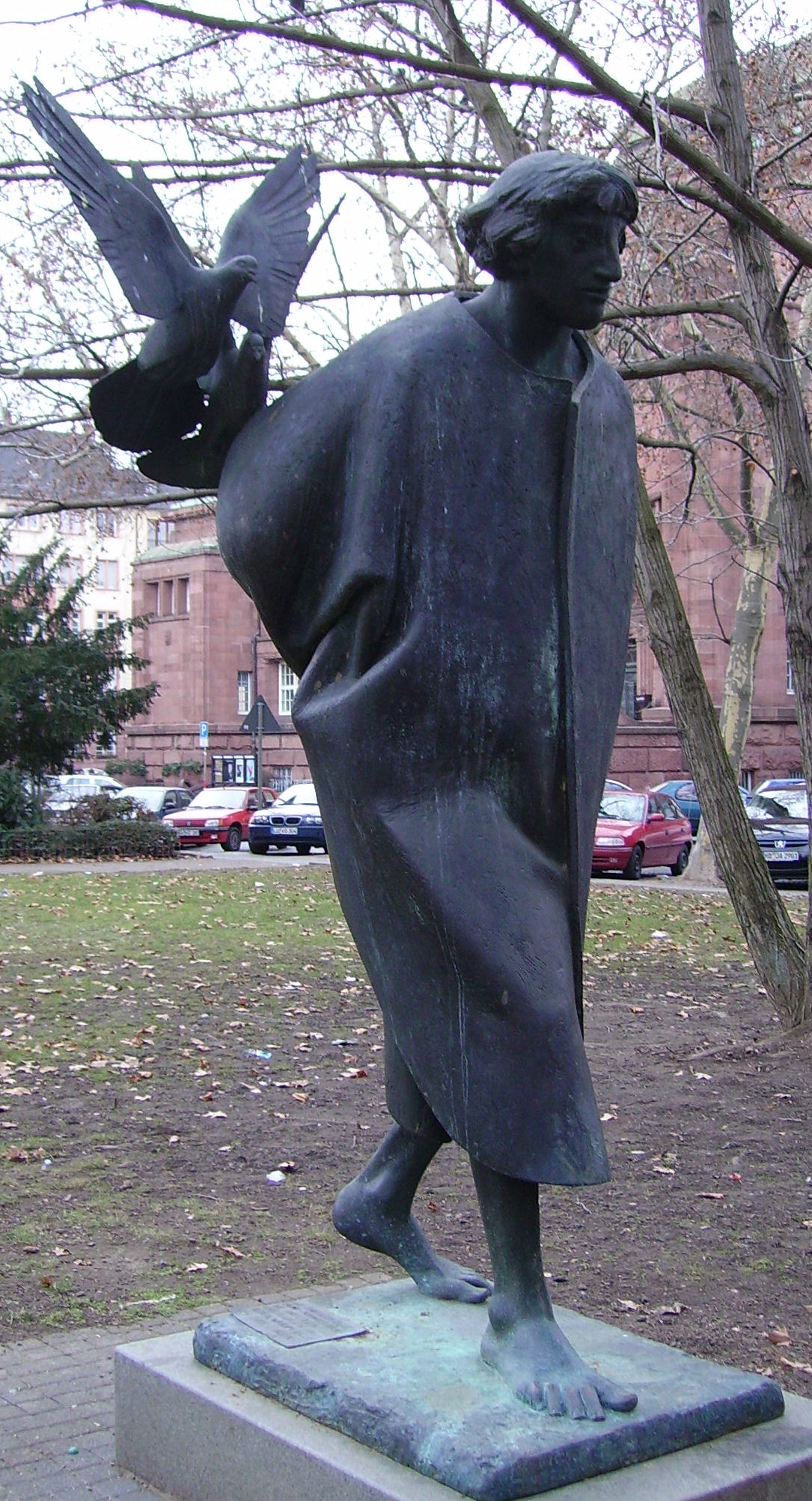
Franziskus Mannheim
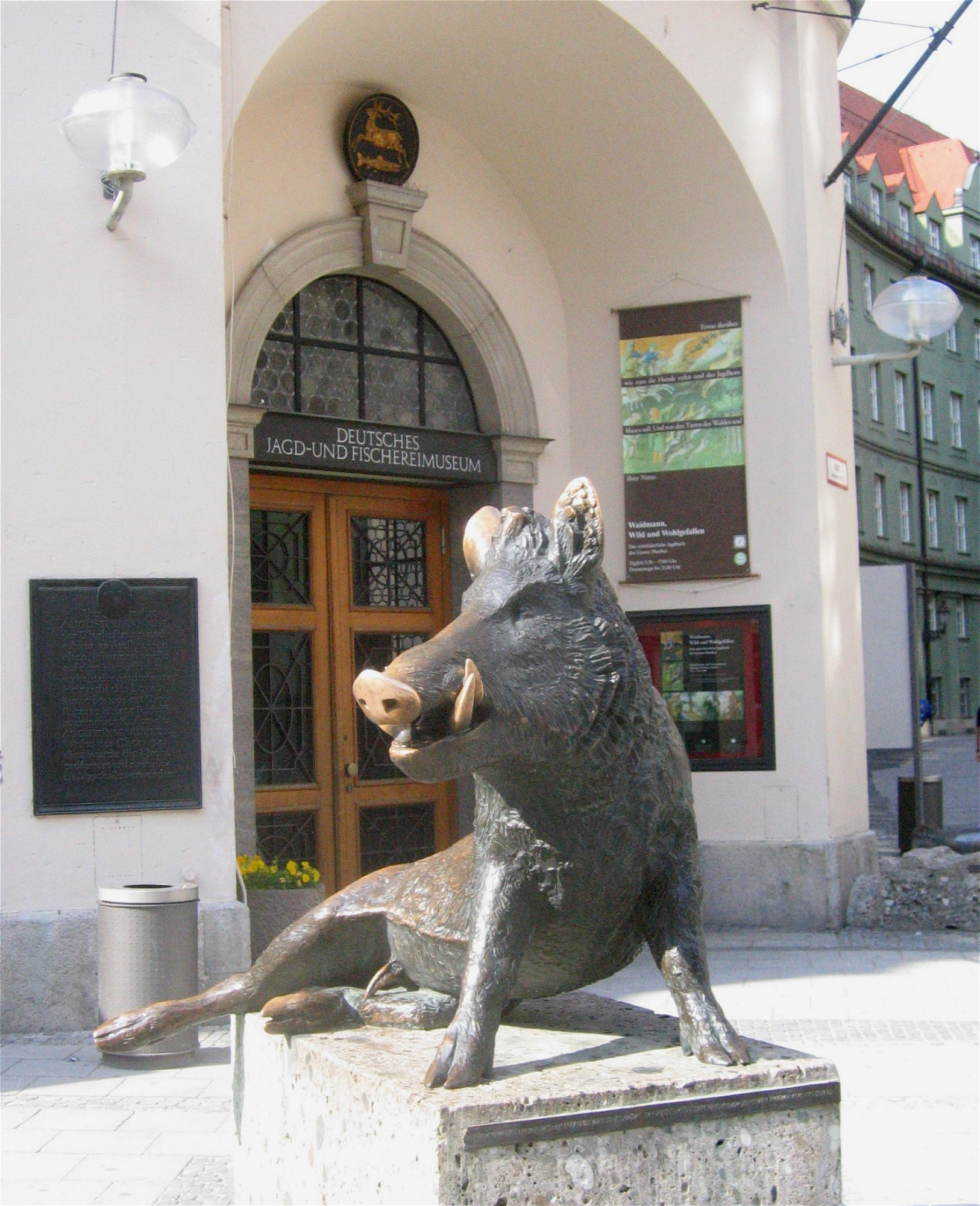
Sitzender Keiler, München